# Mechanitis limnaea
Mechanitis limnaea är en fjärilsart som beskrevs av Forbes 1930. Mechanitis limnaea ingår i släktet Mechanitis och familjen praktfjärilar. Inga underarter finns listade i Catalogue of Life.